# Blanche Edwards-Pilliet
Blanche Adélaïde Edwards-Pilliet (Milly-la-Forêt, 24 de noviembre de 1858-París, 10 de enero de 1941) fue una famosa médica francesa, profesora de medicina, sufragista, feminista y una activista líder en los derechos de las mujeres. Con Augusta Déjerine-Klumpke fue la primera mujer en ser nombrada interna residente en un hospital de París.

## Primeros años
Nació el 24 de noviembre de 1858, fue la hija mayor de un médico protestante británico y una madre francesa, Amanda Froc. Educada en su casa en Neuilly-sur-Seine por su padre, George Hugh Edwards, recibió una educación bilingüe en francés e inglés en humanidades y en matemáticas, ciencias, griego, latín y alemán. Obtuvo su bachillerato literario en 1877 y un bachillerato científico en 1878. 

## Vida profesional
A los diecinueve años, pudo matricularse en la Facultad de Medicina de París.
Con Augusta Klumpke se inscribió en la competencia de prácticas externas en 1881. Se enfrentaron a rechazos y reticencias de todo tipo por su condición de mujeres. El 17 de enero de 1882, un decreto de la Prefectura de París les abrió la competencia de la escuela diurna, con la condición de «no utilizar en ningún caso su título de alumno externo para contribuir al internado». Se graduaron en octubre de 1882.
En 1885, cuando Edwards-Pilliet solicitó ser interna en un hospital en París, más de noventa médicos y pasantes firmaron una petición en contra de su registro porque era una mujer, aunque esto no fuera una prohibición de las condiciones de ingreso. Sin embargo, el consejo municipal de París permitió que se escuchara su caso. El ministro de Instrucción Pública, Paul Bert, solicitó al prefecto del Sena, el abogado francés Eugène Poubelle, que emita un decreto para abrir los internados hospitalarios para las mujeres. El 31 de julio firmó su caso, permitiendo la admisión de las alumnas externas al concurso del internado y a trabajar en hospitales parisinos con la condición de que no usara su título de residencia para ingresar a los exámenes finales para obtener el diploma de médico, lo cual Blanche respetó temporalmente.
A pesar de todo, decidieron realizar prácticas y se encontraron con una oposición aún más fuerte. Blanche Edwards no pasó la etapa escrita. Al año siguiente, Augusta Klumpke se recibió en el puesto 16 de 52. Blanche Edwards fue admitida como interna provisional al servicio del neurólogo Jean-Martin Charcot, donde conoció a Sigmund Freud y Toulouse-Lautrec. Alcanzada por el límite de edad de veintiocho años para ser nombrada interna titular, por lo tanto, permaneció como pasante provisional toda su vida.
En el II Congrés International des oeuvres et institutions féminines se expresó sobre los reclamos de la admisión de mujeres como internas: «Yo hice una campaña durante cinco años, para abrir una puerta, y la derribé. (...) Me llevó cuatro años de mi vida, pero conseguí derribar la puerta a pesar de la resistencia de la Administración».
La especialidad de Blanche Edwards fue la cirugía. El 23 de enero de 1889, defendió su tesis sobre De l'hémiplégie dans quelques affections (ataxie locomotrice progressive, sclérose en plaques, hystérie, paralysie agitante) (La hemiplejía en algunas infecciones nerviosas), a pesar de la feroz competencia, especialmente porque era mujer, su disertación galardonada la ayudó a crear su primer consultorio ese mismo año, donde trabajó durante los siguientes cincuenta años. Los primeros cinco años resultaron muy difíciles, sus clientes fueron mujeres y niños pobres. Y a menudo no les cobró la consulta.
También enseñó medicina escolar, a pesar de recibir bajos salarios. De hecho, ella fue la única mujer de su tiempo a la que se le ofreció un puesto de enseñanza médica en la Asistencia Pública del Sistema de Hospitales Públicos parisinos. Durante cuarenta años fue profesora en la Escuela de Formación de Enfermeros y Enfermeras del Hospital de la Pitié-Salpêtrière y del Hospital Bicêtre.
Publicó numerosos artículos en la revista Le progrès médical.
Durante la Primera Guerra Mundial aseguró el servicio de la Oficina de Beneficencia y los servicios de noche en el distrito I, brindó asistencia de primeros auxilios, así como, en las ambulancias en la línea de ferrocarril París-Lyon-Marseille y el Palais Royal. Además fue médica en el Arsenal de Puteaux de 1917 a 1919. Le enseñó primeros auxilios a más de cuatrocientas mujeres jóvenes que luego reforzaron los puestos de enfermeras en los frentes de batalla.
En 1892, se casó con su colega, el doctor Alexandre-Henri Pillet (1861-1898) y tuvieron tres hijos. Su esposo murió a los treinta y siete años por lo cual crio sola a sus hijos.
Falleció en el distrito XVI de París en 1941, a los ochenta y dos años.

## Activismo
Conocida como una activa feminista, pasó gran parte de su tiempo abogando por la reforma social, principalmente para mujeres y niños. Fue vicepresidenta de la Liga por los derechos de las mujeres. En 1901 fundó la Ligue française des Mères de Famille (Liga francesa de madres de familia), una de las primeras organizaciones no gubernamentales (ONG) a partir de la cual se desarrollaron muchas de las organizaciones sociales de Francia. Asimismo fue miembro de la Sociedad de Antropología y formó parte de la Sociedad de Sociología de París, junto a otras feministas reconocidas.
Como médica denunció vigorosamente la mutilación que representa llevar puesto un corsé.
También fue miembro del partido radical francés, desde donde abogó por el sufragio femenino, y en 1930 fue elegida vicepresidenta de una de sus secciones en París. 

## Distinciones
Recibió la distinciones de Oficial de la Instrucción Pública y la insignia de Caballero de la Legión de Honor (Orden Nacional de la Legión de Honor) en 1924.